# Svebølle
Svebølle – miasto w Danii, w regionie Zelandia, w gminie Kalundborg.